# محطة إشارة

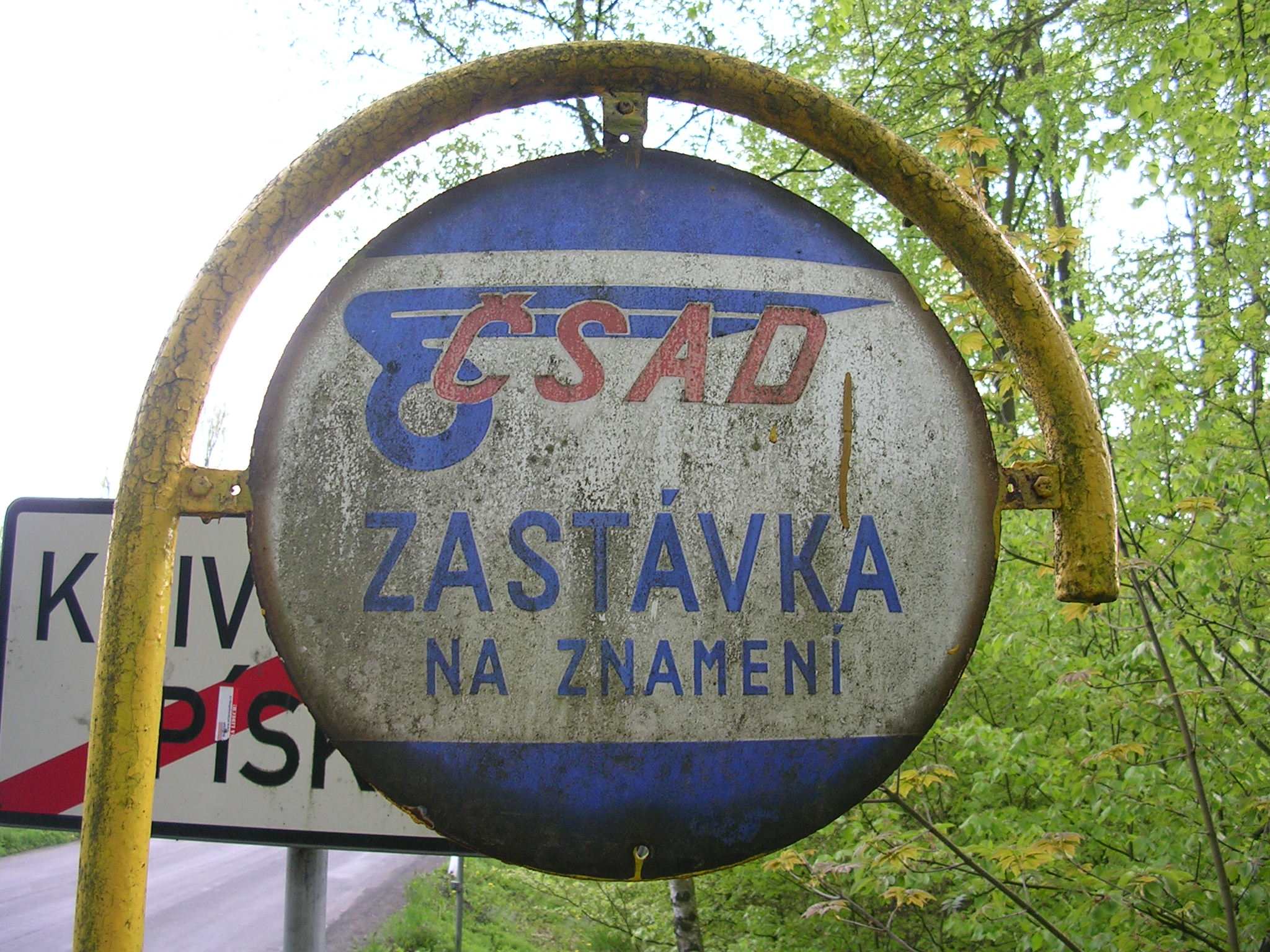
علامة محطة إشارة في جكوسلوفاكيا

محطة الإشارة في وسائل النقل العام هي محطة حافلات أو محطة قطار تتوقف فيها الحافلات أو القطارات على التوالي عند الطلب فقط؛ أي فقط إذا كان ثمة ركاب أو شحن يجب نقله أو إنزاله. وبهذه الطريقة يمكن دمج التوقفات ذات الأعداد المنخفضة للركاب في الطريق دون إحداث تأخير غير ضروري. قد تقتصد المركبات الوقود من خلال الاستمرار في المرور عبر محطة أيضًا عندما لا تكون ثمة حاجة للتوقف.

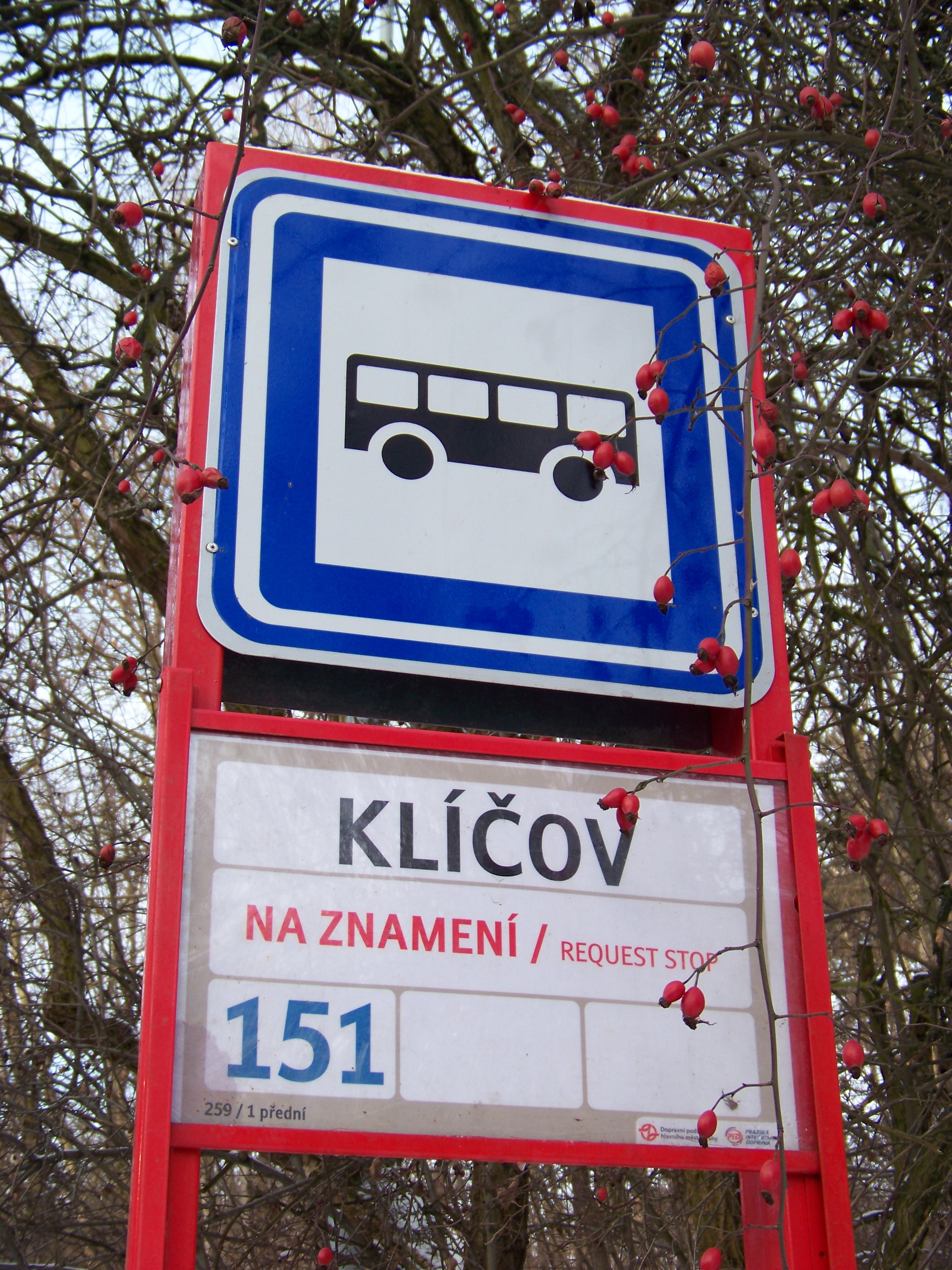
لوحة محطة إشارة على خط حافلات مدينة براغ رقم 151